# عبد القاهر البغدادي
أبو منصور عبد القاهر بن طاهر بن محمد البغدادي التميمي (توفي عام 1037 م) متكلم من أئمة الأصوليين وأعيان فقهاء الشافعية أحد أعلام الأشاعرة في نهاية القرن الرابع وبداية القرن الخامس.
كان البغدادي ماهرا في علوم كثيرة، وفي علم الحساب خاصة. وكان عارفاً بالنحو، وبرع في علوم الدين، فاشتهر اسمه وبعد صيته. ولما مات شيخه الإسفراييني قام مقامه في التدريس بمسجد عقيل، فأملى سنين، واختلف إليه الأئمة فقرؤوا عليه، وكان منهم ناصر المروزي وزين الإسلام القشيري وغيرهما..وقيل إنه كان يدّرس في سبعة عشر فناً. ولما نشبت فتنة التركمان في نيسابور فارقها إلى إسْفَرايين سنة 429 هـ/ 1037 م فابتهج الناس بمقدمه، ولكنه لم يعش فيها إلا زمناً يسيراً فقد مات في السنة ذاتها ودفن إلى جانب شيخه أبي إسحاق.

## مولده ونشأته
ولد في بغداد ونشأ فيها ثم رحل مع أبيه إلى خراسان واستقرّ في نيسابور، وتفقه على أهل العلم والحديث، وكان من شيوخه أبو عمرو إسماعيل بن نُجيد النيسابوري شيخ الصوفية بنيسابور (ت 366 هـ) وأبو أحمد عبد الله بن عدي الجرجاني أحد الأئمة الثقات في الحديث (ت 365 هـ) وأبو إسحاق إبراهيم بن محمد الإسفراييني، العالم الفقيه بالأصول (ت 418 هـ).

## شيوخه
- أبو إسحاق الإسفراييني
- إسماعيل بن نجيد
- بشر بن أحمد
- أبو عمرو بن نجيد
- أبو عمرو محمد بن جعفر بن مطر
- شيخ الإسلام أبو بكر الإسماعيلي
- أبو أحمد بن عدي[9]

## تلاميذه
- أبو بكر البيهقي
- عبد الغفار بن محمد الشيرويي
- الفارمذي الإمام الكبير، شيخ الصوفية، أبو علي، الفضل بن محمد الفارمذي، الخراساني، الواعظ.[10]
- القشيري الشيخ العالم المأمون أبو محمد الفضل بن محمد بن عبيد بن محمد ابن محمد بن مهدي القشيري النيسابوري المعدل الصوفي.[11]
- الفضل بن محمد ابن عبيد بن محمد بن محمد بن مهدي، العدل المأمون الصالح أبو محمد القشيري النيسابوري، أخو عبيد بن محمد.[12]

## مؤلفاته
كان البغدادي ذا مال كثير، أنفقه على العلم والحديث، ولم يكن يسعى بعلمه ليكسب مالاً. صنف في العلوم المختلفة، وأكثر مصنفاته في علوم الدين، ومنها:
- «تفسير القرآن»
- «الناسخ والمنسوخ»
- «التكملة في الحساب»
- «تفسير أسماء الله الحسنى»
- «فضائح المعتزلة»
- «فضائح القدرية»
- «فضائح الكرامية»
- «تأويل متشابه الأخبار»
- «تأويل المتشابهات في الأخبار والآيات»
- «الإيمان وأصوله»
- «نفي خلق القرآن»
- «الصفات»
- «تفسير الأسماء والصفات»
- «بلوغ المدى في أصول الهدى»
- «معيار النظر»
- «العماد في مواريث العباد»
- «إبطال القول بالتولد»
- «شرح مفتاح ابن القاص»
- «التحصيل في أصول الفقه»
- «الملل والنحل»
- «نقض ما عمله أبو عبد الله الجرجاني في ترجيح مذهب أبي حنيفة»
- «التكملة» في الحساب وهو الذي أثنى عليه الإمام فخر الدين الرازي في كتاب «الرياض المونقة»
- ومن أجلّ كتبه كتاب «الفَرْق بين الفِرَق»
- وكتاب «أصول الدين»

وينطلق في كتابه «الفرق بين الفرق» من الإجابة عن شرح معنى الخبر المأثور عن النبي ﷺ في افتراق الأمة ثلاثاً وسبعين فرقة، منها واحدة ناجية. فيذكر في كتابه الذي قسم مضمونه إلى خمسة أبواب أسماء الفرق التي تنسب إلى الإسلام والمعنى الجامع الذي تعتقده في انتسابها، فيتحدث عن الروافض والخوارج والمرجئة والقدرية والمعتزلة وما توزع عنها من فرق وما تؤمن كل فرقة به، وقد حكم على كل فرقة من الفرق الإسلامية من وجهة النظر الأشعرية إذ نراه يعود في كثير مما كتبه إلى أبي الحسن الأشعري، ويبدو متعصباً للسنية الشافعية، وقد نقل عن كتابه هذا كثير من الباحثين في الشؤون الدينية عبر العصور، ووصف بأنه من أجلّ الكتب الموضوعة في هذا الباب.
أما كتابه «أصول الدين» فقد ذكر فيه خمسة عشر أصلاً من أصول الدين، وشرح كل أصل منها بخمس عشرة مسألة من مسائل العدل والتوحيد والوعد والوعيد، وما يتعلق بها من مسائل النبوات والمعجزات، وأشار في كل مسألة منها إلى أصولها، كما ردّ بقسوة على القدرية والروافض والخوارج وغير ذلك من الملل والنحل، وقد هاجم في كتابه «فضائح المعتزلة» وردّ على الجبّائي وغيره من أئمتهم، وانتصر لأهل السنة، وتحدث عن صفات الله والأحكام الدينية والمحرمات والمباحات والطاعات والمعصيات وتحدث عن الإمامة وذكر شروطها وشروط الزعامة من الأولياء وأهل الكرامة، ودافع في هذا البحث عن وجهة نظر الخلافة السنية.
ويعرض البغدادي في كتابه «مسائل علم الكلام» التي جاء بها أبو الحسن الأشعري ولكن على نحو منظم ومبوب، وقد اعتمد في مسألة بيان حدوث العالم على نظرية الجوهر الفرد، وهي تمثل العقلية الكلامية التي تتأسس عليها طريقة المتكلمين المتقدمين.
والبغدادي يمثل فكر المتكلمين الذين يكتبون في مسائل علم الكلام فيعمدون إلى المقدمات العقلية ثم يتحدثون عن المعتقدات الدينية، والمقدمات عنده صنفان:
- صنف يقدم نظرية في العلم وأقسامه وأصنافه،
- وصنف يطرح فروضاً نظرية حول العلم والإنسان،

أما المعتقدات الدينية فموضوعها ذات الله وصفاته وأسماؤه وأفعاله والمعاد والثواب والعقاب والقول في الإمامة. والمقدمات بصنفيها هي للدفاع عن وجهة نظر معينة داخل المذهب أو تجاه المذاهب الأخرى.

## مكانته العلمية وثناء العلماء عليه
- قال أبو عثمان الصابوني: كان من أئمة الأصول وصدور الإسلام بإجماع أهل الفضل والتحصيل بديع الترتيب غريب التأليف والتهذيب تراه الجلة صدرا مقدما وتدعوه الأئمة إماما مفخما ومن خراب نيسابور اضطرار مثله إلى مفارقتها. فارق نيسابور بسبب فتنة وقعت بها من التركمان.[9][13]
- وقال عنه قاضي القضاة شيخ الإسلام تاج الدين السبكي في طبقات الشافعية الكبرى: الإمام الكبير الأستاذ أبو منصور البغدادي إمام عظيم القدر جليل المحل كثير العلم حبر لا يساجل في الفقه وأصوله والفرائض والحساب وعلم الكلام، اشتهر اسمه وبعد صيته وحمل عنه العلم أكثر أهل خراسان.[14]
- وقال عنه عبد الغافر الفارسي هو الأستاذ الإمام الكامل ذو الفنون الفقيه الأصولي الأديب الشاعر النحوي الماهر في علم الحساب العارف بالعروض ورد نيسابور مع أبيه أبي عبد الله طاهر وكان ذا مال وثروة ومروءة وأنفقه على أهل العلم والحديث حتى افتقر صنف في العلوم وأربى على أقرانه في الفنون ودرس في سبعة عشر نوعا من العلوم وكان قد درس على الأستاذ أبي إسحاق وأقعده بعده للإملاء مكانه وأملى سنين واختلف إليه الأئمة وقرأوا عليه.
- وقال عنه الإمام فخر الدين الرازي في كتاب «الرياض المونقة» كان يعني أبا منصور الإسفرايني يسير في الرد على المخالفين سير الآجال في الآمال وكان علامة العالم في الحساب والمقدرات والكلام والفقه والفرائض وأصول الفقه ولو لم يكن له إلا كتاب التكملة في الحساب لكفاه.[15]

## وفاته
مات بإسفرايين في سنة تسع وعشرين وأربع مئة وقد شاخ. واتفق أهل العلم على دفنه إلى جانب الأستاذ أبي إسحاق فقبراهما متجاوران تجاور تلاصق كأنهما نجمان جمعهما مطلع وكوكبان ضمهما برج مرتفع.